# 島田とみ子
島田 とみ子（しまだ とみこ、1927年3月23日 - 2001年8月10日）は、日本のジャーナリスト・評論家。

## 略歴
埼玉県出身。東京文理科大学英文科卒。朝日新聞記者を経て、東海大学外国語教育センター（英語）教授。1992年退職、名誉客員教授。女性・老人問題について発言した。
2001年8月10日、くも膜下出血のため死去。

## 著書
- 『イギリスの女性』大修館書店 1961
- 『心豊かな老い』東京基督教女子青年会 1977
- 『女の老後を考える』時事通信社 1979
- 『女が老後を迎えるとき その福祉と生活設計』ミネルヴァ書房 (OP叢書) 1983
- 『女の中年期を考える』時事通信社 1983
- 『結婚後 それからの人生をどう創る?』PHP研究所(ライフ・カレント)1983
- 『年金が語る女の一生』朝日新聞社 1988
- 『年金入門』1991 岩波新書
- 『転んだあとの杖 老いと障害と』未來社 2000

### 共編著
- 『ひとり暮しの戦後史 戦中世代の婦人たち』塩沢みよ子共著 1975 (岩波新書)
- 『高齢化社会と女性』樋口恵子共編 中央法規出版(高齢化社会シリーズ) 1983
- 『女性のための年金入門』網代毅共著 時事通信社 1986

### 翻訳
- バーバラ・シェンフィールド, イゾベル・アレン『老人家庭の訪問 ボランティア活動の研究』家政教育社 1973

## 論文
- <島田とみ子